# Ischnoptera neomelasa
Ischnoptera neomelasa är en kackerlacksart som beskrevs av Rocha e Silva 1984. Ischnoptera neomelasa ingår i släktet Ischnoptera och familjen småkackerlackor. Inga underarter finns listade i Catalogue of Life.